# テネシー (装甲艦・2代)
テネシー （CSS Tennessee、後にUSS Tennessee）は南北戦争中の砲郭型装甲艦で、アメリカ連合国海軍（南部海軍）が建造したが、アメリカ合衆国海軍（北部海軍）に鹵獲された。南軍においてはフランクリン・ブキャナン提督が司令官を務めるモービル川艦隊に所属した。1864年8月5日にモービル湾の海戦で北軍に鹵獲され、8月9日-23日のモーガン要塞包囲戦（Siege of Fort Morgan）では北軍艦艇として参加した。戦争終了後の1867年に解体のために売却された。

## CSS テネシー
テネシーはアラバマ州セルマで建造され、1864年2月16日に就役した。進水後、CSS バルティックにアラバマ州モービルまで曳航され、そこで艤装されている。
起工は1862年10月であり、船体および木材部分はヘンリー・バセット（Henry D. Bassett）が担当し、1863年2月に進水した。その後モービルにおいて蒸気機関と武装の搭載が行われた。蒸気機関は蒸気船アロンゾ・チャイルドのものを使用した。砲郭は素材だけがCSS コロンビアとCSS テキサスと違っていた。装甲板は厚さ2インチ・幅10インチであり、CSS ハンツビルやCSS タスカルーサのものと同じであったが、これらの艦が2層装甲であったのにたいし、テネシーは3層装甲を採用していた。装甲板はアラバマ州シェルビー（Shelby）のシェルビー鉄工所（Shelby Iron Company）で製造された。
フランクリン・ブキャナン提督は1863年9月20日付けの海軍長官スティーブン・マロリー宛ての手紙で以下のように述べている：
この数週間、ピアース氏の下で、彼の力が及び限りにおいては、テネシーの建造は進捗している。装甲板とボルトに関しては遅れが大きい。船体両側のスポンソンに装甲板を取り付けるには、船体を数フィート傾ける必要があり、従って同時に装甲板を取り付けるのは不可能である。その場合でも、作業員は水に腰まで使って作業を行う必要がある － テネシーを傾けるためには、12フィート四方の大きなビームをポストに固定し、その上に何トンもの鉄板を装着しなければならない。スポンソンへの鉄板取り付け作業中には、他の装甲板の取り付けはできない。それが有利に働く場合は、作業は昼夜兼行で行われた。私はメカニックの作業を管理し確実なものにするために、ナッシュビルとテネシーの建造現場をしばしば訪問し、私の詳細な指示通りに徴集員の作業をすすませた。以前は、作業は極めて個人的であり、気が進まないときには作業を止めていた。
(ピアース氏とは、モービル地域での海軍の造船管理官代理を務めていたジョセフ・ピアースのことである）
テネシーはブキャナン提督の旗艦となり、1864年8月5日のモービル湾の海戦では勇敢に戦った。その朝、テネシーと木造砲艦CSS ゲインズ（CSS Gaines）、CSS モーガン（CSS Morgan）およびCSS セルマ（CSS Selma）は、北軍デヴィッド・ファラガットが指揮する有力な艦隊に向かって出撃した。北軍艦隊は4隻の装甲モニター艦と14隻の木造艦から構成されていた。北軍艦艇の方が優速で衝角攻撃は実施できなかったため、テネシーは近距離から激しい砲撃を行った。南軍砲艦は全て沈没するか行方不明となった。北軍艦隊はモービル湾内部に進入し投錨した。ブキャナンはテネシーを自軍要塞の援護下におくべきだったかもしれないが、圧倒的戦力差にもかかわらず北軍艦隊を追った。テネシーは北軍全艦艇の標的となった。何隻かの北軍艦艇に衝突され、脆弱であった操舵チェーン（なぜか後部甲板の露出部にあった）が砲撃により破壊された。動くことができなくなったテネシーには、重い実体弾が繰り返し命中した。ブキャナンと他に8人が負傷し、艦自体の損傷も大きかったため、テネシーは降伏を余儀なくされた。

## USS テネシー
テネシーを鹵獲した後、北軍は直ちに損傷箇所を修理し、合衆国海軍に編入した。艦長にはピエール・ジロード大尉が任命された。テネシーは8月23日のモーガン要塞の攻撃に参加し、同日の要塞降伏をもたらした。秋に入って、テネシーはモービルからルイジアナ州ニューオーリンズに移動し、修理後にミシシッピ川艦隊に加わった。翌年4月の戦争終了後もしばらくの間、テネシーはミシシッピ川に留まった。1865年8月19日、テネシーは退役しニューオーリンズでドックに入った。1867年11月27日にオークションでJ.F. アームストロングに売却されるまでその地にあった。船体はスクラップにされたが、7インチブルック施条砲2門および6.4インチブルック施条砲2門は、現在もワシントン海軍工廠の兵器博物館に展示してある。二重帯補強型6.4インチブルック施条砲1門がバージニア州ノーフォークのアメリカ艦隊総軍に展示してある。